# Ісянбаєв Мазгар Насіпович
Мазга́р Насі́пович Ісянба́єв (рос. Мазгар Насипович Исянбаев; 15 вересня 1936 — 11 січня 2025) — економіст, доктор економічних наук, професор (1989), заслужений діяч науки Республіки Башкортостан, заслужений діяч науки Російської Федерації, академік Академії наук Республіки Башкортостан з 2002 року.

## Біографія
Мазгар Насіпович Ісянбав народився 15 вересня 1936 року в селі Друге Іткулово Баймацького району Башкирської АРСР. Батько, Ісянбаєв Насібулла Махмутович, загинув на фронті. Старший брат Лукман у віці 18 років загинув при визволенні міста Прієкуле в Латвії.
У 1955 році Мазгар Насіпович з відзнакою закінчив Темясовське педагогічне училище. У 1956 році вступив і в 1961 році з відзнакою закінчив Башкирський державний університет. Одружився на п'ятому курсі університету, а після його закінчення, разом з дружиною Фавзилею Лутфурахманівною поїхав в Баймак на роботу викладачем у середній школі № 1.
З 1963 року працював у відділі економічних досліджень Башкирського філії АН СРСР (Інститут соціально-економічних досліджень Уфимського наукового центру РАН).
У 1971 році обраний старшим науковим співробітником, в 1973 році — завідувачем сектору ефективності суспільного виробництва ОЕВ БФАН СРСР. У 1977—1981 і 1987—1990 одночасно працював заступником завідувача відділом економічних досліджень БФАН СРСР по науці.
У 1987 році захистив докторську дисертацію.
У 1990—1997 рр. М. Н. Ісянбаєв працював завідувачем відділу соціально-економічних проблем Президії Верховної Ради і державних Зборів Республіки Башкортостан з економічних питань. З 1998 року працює в Інституті соціально-економічних досліджень Уфимського наукового центру РАН завідувачем відділом і сектором проблем регіональної економіки.
З 1989 року — професор, З 1991 року — член-кореспондент Академії наук Республіки Башкортостан. Академік Російської інженерної академії (1993), академік Російської академії природничих наук (1994 р.), академік Академії наук Республіки Башкортостан (2002 р.).
Область наукових інтересів Ісянбаєва: теорія та методологія регіональної економіки. Ним вдосконалені методологічні основи формування господарських комплексів республік у складі Російської Федерації як регіональних підсистем єдиного народногосподарського комплексу країни в умовах переходу економіки на ринкові відносини.
Його праці були використані Радою Міністрів СРСР та іншими дежавними і науковими інституціями.
М. Н. Ісянбаєв в даний час є членом спеціалізованої ради з присудження вчених ступенів доктора і кандидата економічних наук при Уфимському науковому центрі РАН, членом редакційної колегії та науково-методичної Ради енциклопедії «Республіка», членом редакційної колегії науково-гуманітарного та громадсько-політичного журналу АН РБ «Ядкар».
Сім'я: дружина Фавзилей Лутфурахманівна, дочка Альфія (1964 р.н.), дві внучки.

## Звання та нагороди
- Заслужений діяч науки Республіки Башкортостан.
- Заслужений діяч науки Російської Федерації.
- Нагороджений Почесними грамотами Академії наук СРСР, Кабінету Міністрів Республіки Башкортостан, Президії Башкирського філії АН СРСР, Товариства «Знання» Російської Федерації.
- Академік Російської інженерної академії (1993), академік Російської академії природничих наук (1994), академік Академії наук Республіки Башкортостан (2002).

## Роботи
М. Н. Ісянбаєв — автор понад 190 наукових робіт, в тому числі 50 монографій.
- «Дорогой науки». Издательство «Гилем». — Уфа, 2005.
- «Методологические основы формирования и функционирования хозяйственных комплексов республик». — Уфа, 1992.
- «Формирование лесного комплекса и охраны лесосырьевых ресурсов». — Уфа, 1992.
- «Научные основы управления экономическим и социальным развитием Республики Башкортостан в условиях перехода к рыночным отношениям». — Уфа, 1998.
- «Развитие реформы и становление новых экономических отношений в Республике Башкортостан». — Уфа, 2000.